# 하노버의 프레데리케
하노버의 프레데리케(Frederica of Hanover, 1917년 4월 18일 ~ 1981년 2월 6일)는 그리스 왕국의 국왕 파블로스의 왕비이다.